# Ca l'Ayats (Cantallops)
Ca l'Ayats és una casa de Cantallops (Alt Empordà) inclosa a l'Inventari del Patrimoni Arquitectònic de Catalunya.

## Descripció
Casa situada a la Plaça del poble. És una casa de grans dimensions de planta baixa i dos pisos, que ha estat arrebossada i pintada imitant carreus. La planta baixa té diferents obertures, algunes d'elles refetes en època moderna. Totes les obertures de les plantes són rectangulars. En el primer pis una balconada correguda amb tres obertures i una altra balconada amb una porta i una petita finestra. Al segon pis les obertures tenen balcons individuals. La coberta d'aquesta casa és a dues vessants. La façana posterior encara manté el paredat original.